# Quintanilla de Onsoña
Quintanilla de Onsoña és un municipi i llogarret de Castella i Lleó, a Espanya. És situada a la Vega-Valdavia, amb centre a Saldaña. El 2005 tenia 211 habitants, sobre una superfície de 52,06 km² de municipi.
Els seus 886 m d'altitud i el seu caràcter interior, apartada de tota influència marítima, determinen que el clima hi sigui continental, amb una àmplia oscil·lació tèrmica. La temperatura mitjana de gener és de 0,3 °C i la de juliol de 18 °C, però s'arriba a mínimes absolutes molt baixes i fins a dos mesos de gelades. Les precipitacions anuals són normals amb una mitjana de 603,2 mm, amb un màxim tardorenc i un mínim estiuenc.
Agricultura, ramaderia, apicultura, turisme i indústria alimentària.

## Història
Els orígens històrics de la localitat resten incerts, però sí que hi ha constatació arqueològica d'assentaments preromans prop de la localitat. El poble que la va ocupar va ser el dels vacceus, el poble més culte i avançat en l'agricultura de les tribus celtíberes i amb una poderosa organització militar.
Amb la invasió romana, la vall mitjana del riu Carrión va brillar notablement i s'han trobat nombrosos vestigis de l'època romana, viles, mosaics, objectes de ceràmica, etc.
Molt probablement, el primer document referito a la localitat és una carta de 16 de febrer de 1072, procedent de la catedral de Lleó, per la qual Fernán Soñaze donava una propietat a Juan Vita i a la seva esposa Condesa en "Quintanilla". El document no especifica a quina de les localitats anomenades així fa referènciaombre, però tot sembla indicar que és Quintanilla de Onsoña.
El 1292, l'Hospital de la Herrada, situat a Carrión de los Condes, donà a la localitat furs basats en els de Carrión.
Segons el Becerro de las Behetrías, tres terceres parts de Quintanilla eren el 1352 de domini de la abadesa de San Felices de Abia. La tercera part restant era de l'Hospital de la Herrada. Els seus veïns pagaven al rei moneda i "servicios". La seva població estava exenta de pagar "martiniega", "yantar" i "fonsadera", afegint el document que les seves gents no van pagar mai aquests impostos. Els drets dels seus senyors eren: en concepte de "infurción […] al señor cuyo es el solar en que mora: dos fanegas de pan, mitad trigo y mitad cebada, y cinco maravedíes".